# Viviendo Atrévete a soñar
Viviendo Atrévete a Soñar es el primer DVD de la telenovela, Atrévete a soñar, protagonizada por Danna Paola.

## Información
El DVD contiene música de la telenovela, los videoclips de sus canciones, así como los detrás de cámaras que vivieron día a día el elenco de Atrévete a soñar. Fue lanzado para la región 4.

## Contenido
- Sueños
  - Patito y Mateo cantan Quiero quedarme aquí
- Videoclips
  - Es mejor
  - Las divinas
  - Quiero, quiero
  - Estrella de rock
- Delirios de Bianca
  - Paticienta
  - Blanca Nieves
  - Rodrigo es mio
- Detrás de Cámaras
  - Entrevistas
  - Ensayos

## Elenco
- Vanessa Guzmán
- René Strickler
- Cynthia Klitbo
- Danna Paola
- Violeta Isfel
- Eleazar Gómez